# Holcichneumon arieticornis
Holcichneumon arieticornis är en stekelart som först beskrevs av Embrik Strand 1911.  Holcichneumon arieticornis ingår i släktet Holcichneumon och familjen brokparasitsteklar. Inga underarter finns listade i Catalogue of Life.